# Bengt Åkerberg
Bengt Åkerberg, född 2 februari 1927 i Loka i Älvdalen, död 25 augusti 2018, var en svensk lärare, författare och musiker, känd för sitt arbete med älvdalska.

## Biografi
Åkerberg föddes 1927 i byn Loka i Älvdalen. Eftersom hans mor avled när han endast var tre år gammal, växte han upp på sina morföräldrars gård Yron som han hjälpte till att bruka efter att han slutat skolan. Han tog realexamen som privatist på NKI-skolan och senare studentexamen i Uppsala där han läste nordiska språk, tyska, fonetik och litteraturhistoria. Efter detta arbetade han som läroverksadjunkt vid Bromma läroverk från 1959 till pensionen 1993.
Åkerberg behöll sitt band till Älvdalen och ägnade sig åt pensioneringen mer åt älvdalskan. Han höll kurser i älvdalska från 1997 fram till sin död, både i Bromma där han bodde, och i Älvdalen om somrarna. Han var mån om att lära ut en ”regelbunden älvdalska”, en term han använde för den äldre sortens älvdalska vars grammatiska regler ännu inte hade satts i gungning av påverkan från svenska. Därför arbetade han i sexton år med en grammatisk beskrivning av älvdalskan, med utgångspunkt i den älvdalska som Lars Levander beskrev i sin doktorsavhandling 1909. Med Gunnar Nyströms hjälp utkom Älvdalsk grammatik år 2012.
Efter arbetet med grammatikboken ägnade han sig åt en utgivning av de dagböcker skrivna på älvdalska år 1946 av porfyrsliparen Frost Anders Andersson. Åkerberg arbetade bland annat med att standardisera stavningen, och delar av dagböckerna gavs ut 2017. Han arbetade med att ge ut mer av dagböckerna, men avled i augusti 2018.
Åkerberg var också musiker. Han spelade i fiol i Kungliga Akademiska Kapellet i Uppsala och senare i Mazerska kvartettsällskapet i Stockholm.

## Publikationer i urval
- Ekman, Kerstin (övs. Bengt Åkerberg) (2000). Rattsjin. Älvdalen: Juts böcker
- Åkerberg, Bengt (2012), Älvdalsk grammatik, Mora: Ulum dalska, ISBN 978-91-633-9251-1
- Åkerberg, Bengt; Elfquist, Mats; Westerling, Mats (2017), Frost-Anders dagbok, Spånga: Bengt Åkerberg, ISBN 9789163917721

## Utmärkelser
- Kungl. Gustav Adolfs Akademiens pris (2013)
- Övdals-Byönn (2017)